# 今枝蝶人
今枝 蝶人（いまえだ ちょうじん、1894年（明治27年）10月22日 - 1982年（昭和57年）9月17日）は、徳島県出身の俳人。
今枝尚春。蝶人は俳号。

## 生涯
1894年(明治27)徳島市生まれ。
1915年(大正4)、徳島師範学校を卒業。徳島市小学校、香蘭高校等で教職に奉じた。
1916年(大正5)頃俳句を始める。
1917年(大正6)臼田亜浪主宰の「石楠」に参加。後に最高幹部となる。
1930年(昭和10)「鳴門」を創刊、主宰。
1935年(昭和15)「海音」を創刊、主宰。
1946年(昭和21)「向日葵」を創刊、主宰。
1951年(昭和26)初の句集「草樹」刊行。
1965年(昭和40)3月、俳句観の相違から「向日葵」と決別。
1965年6月、新たに「航標」を創刊し主宰。
1966年(昭和41)、第二句集「幹」刊行。
1981年(昭和56)、第三句集「沙羅」刊行。
▪句碑が徳島市、鳴門市にある(別項参照)
▪徳島県立文学書道館3階の文学常設展示室で、徳島ゆかりの文学者として紹介されている。

## 句碑等と俳句
徳島県内に句碑等は4か所ある。
第一第二は生前に、第三以下は蝶人没後に建立された。
▪第一句碑、1956年
徳島県鳴門市、鳴門公園お茶園展望台
「松は実に 潮鳴りの昼 遠くなりぬ」
▪第二句碑、1985年
徳島市、藍場浜公園
「雛の日の 雪淡く木に触れて 降る」
▪第三句碑、1990年
徳島市多家良町中津峰山如意輪寺
「仏体の 豊麗昏し(くらし) ほととぎす」
▪三代歌碑▪句碑
徳島市福島、慈光寺
「天涯や 寒の鴉の声 棄て去る」
(2025年現在の状況)

## 著書
- 『句集 草樹』石楠社、1951年。
- 『今枝蝶人第二句集 幹』航標俳句会、1966年。
- 『今枝蝶人』出版〈現代徳島詩歌選集 1〉、1974年。
- 『今枝蝶人第三句集 沙羅』航標俳句会、1981年。
- 『定本今枝蝶人句文集』航標俳句会、1990年。
- 今枝立青 編『今枝蝶人の一句』今枝立青、1998年。